# Pat Garrett y Billy the Kid
Pat Garrett y Billy The Kid es un western de 1973 procedente de Estados Unidos, dirigido por Sam Peckinpah y protagonizado por James Coburn y Kris Kristofferson.
La película también cuenta la participación de Bob Dylan, quien compuso la banda sonora.

## Argumento
Pat Garrett (James Coburn), que había sido compañero del bandido Billy the Kid (Kris Kristofferson), se ha pasado al otro lado de la ley y es ahora sheriff del condado de Lincoln. Defiende los intereses del Gobernador Lew Wallace (Jason Robards) y de los ganaderos del territorio en el que actúa su antiguo compañero. 
Pocos días después de ser nombrado sheriff, Garrett consigue frustrar un intento de robo de Billy y lo lleva a prisión. Sin embargo, este consigue escapar matando a cuatro hombres. Garrett lo persigue sin descanso durante semanas. Sin embargo, los ganaderos son tan poderosos que algunas cosas escapan de su poder.
El trabajo fuera de la ley (pero a su vez dentro de ella) del sheriff Pat Garrett, consiste básicamenete en perseguir y conseguir información de viejos amigos y conocidos, y deshacerse así del que alguna vez fue compañero suyo de fechorías tiempo atrás y terminó muerto gracias a un sherif del condado.

## Reparto
| Actor/Actriz       | Personaje              |
| ------------------ | ---------------------- |
| James Coburn       | Pat Garrett            |
| Kris Kristofferson | Billy the Kid          |
| Bob Dylan          | Alias                  |
| Richard Jaeckel    | Sheriff Kip McKinney   |
| Katy Jurado        | Señora Baker           |
| Chill Wills        | Lemuel                 |
| Jason Robards      | Gobernador Lew Wallace |
| R.G. Armstrong     | Sheriff Bob Ollinger   |
| Luke Askew         | Eno                    |
| John Beck          | John W. Poe            |
| Richard Bright     | Holly                  |
| Matt Clark         | Sheriff J.W. Bell      |
| Rita Coolidge      | María                  |
| Jack Dodson        | Lewellen Howland       |
| Jack Elam          | Alamosa Bill / Kermit  |
| Aurora Clavel      | Ida Garrett            |

## Curiosidades
- El guion original de Pat Garrett and Billy the Kid estaba escrito por Rudy Wurlitzer, y en un principio el director que iba a encargarse de la grabación era Monte Hellman. Ambos habían trabajado juntos previamente en la aclamada película Two-Lane Blacktop (1971). Sam Peckinpah se vio envuelto en el proyecto a través del actor James Coburn, el cual quería interpretar al legendario sheriff Pat Garrett.
- Fue filmada en Durango, México y se cuenta que durante la filmación Sam Peckinpah notó que hacía falta un fondo musical para la escena de un asesinato y por ello le encargó a Bob Dylan que compusiera una canción. El cantante, que viajaba con su guitarra, se retiró a su cuarto y en poco tiempo escribió "Knockin' on Heaven's Door". El director la escuchó, quedó encantado y la incluyó en la banda sonora de la película.

## Premios

### BAFTA
| Año  | Categoría          | Candidato | Resultado |
| ---- | ------------------ | --------- | --------- |
| 1974 | Mejor banda sonora | Bob Dylan | Nominado  |